# Адейр (Оклахома)
Адейр (англ. Adair) — місто (англ. town) в США, в окрузі Мейз штату Оклахома. Населення — 732 особи (2020).

## Географія
Адейр розташований за координатами 36°26′11″ пн. ш. 95°16′21″ зх. д. / 36.43639° пн. ш. 95.27250° зх. д. (36.436500, -95.272621).  За даними Бюро перепису населення США в 2010 році місто мало площу 12,91 км², уся площа — суходіл.

### Клімат
| Клімат : Адейр        | Клімат : Адейр | Клімат : Адейр | Клімат : Адейр | Клімат : Адейр | Клімат : Адейр | Клімат : Адейр | Клімат : Адейр | Клімат : Адейр | Клімат : Адейр | Клімат : Адейр | Клімат : Адейр | Клімат : Адейр | Клімат : Адейр |
| Показник              | Січ.           | Лют.           | Бер.           | Квіт.          | Трав.          | Черв.          | Лип.           | Серп.          | Вер.           | Жовт.          | Лист.          | Груд.          | Рік            |
| Середній максимум, °C | 8,3            | 11,4           | 16,1           | 22,1           | 26,2           | 30,6           | 33,9           | 34,1           | 29,4           | 23,8           | 15,8           | 10,2           | 21,8           |
| Середній мінімум, °C  | −4,1           | −1,7           | 2,4            | 8,6            | 13,6           | 18,4           | 20,8           | 20,0           | 15,4           | 8,9            | 2,3            | −2,3           | 8,5            |
| Норма опадів, мм      | 51             | 51             | 79             | 107            | 132            | 132            | 79             | 84             | 117            | 97             | 81             | 56             | 1066           |
| --------------------- | -------------- | -------------- | -------------- | -------------- | -------------- | -------------- | -------------- | -------------- | -------------- | -------------- | -------------- | -------------- | -------------- |
| Джерело: Weatherbase  |                |                |                |                |                |                |                |                |                |                |                |                |                |

## Демографія
Згідно з переписом 2010 року, у місті мешкало 790 осіб у 287 домогосподарствах у складі 206 родин. Густота населення становила 61 особа/км².  Було 315 помешкань (24/км²).
Расовий склад населення:
| - 72,4 % — білих - 18,9 % — корінних американців - 0,1 % — чорних або афроамериканців |

До двох чи більше рас належало 8,0 %. Частка іспаномовних становила 3,5 % від усіх жителів.
За віковим діапазоном населення розподілялося таким чином: 30,6 % — особи молодші 18 років, 58,6 % — особи у віці 18—64 років, 10,8 % — особи у віці 65 років та старші. Медіана віку мешканця становила 30,8 року. На 100 осіб жіночої статі у місті припадало 89,9 чоловіків;  на 100 жінок у віці від 18 років та старших — 94,3 чоловіків також старших 18 років.
Середній дохід на одне домашнє господарство  становив 49 195 доларів США (медіана — 42 083), а середній дохід на одну сім'ю — 54 540 доларів (медіана — 47 344). Медіана доходів становила 39 625 доларів для чоловіків та 24 643 долари для жінок. За межею бідності перебувало 26,4 % осіб, у тому числі 35,7 % дітей у віці до 18 років та 18,8 % осіб у віці 65 років та старших.
Цивільне працевлаштоване населення становило 371 осіб. Основні галузі зайнятості: освіта, охорона здоров'я та соціальна допомога — 18,1 %, виробництво — 16,4 %, роздрібна торгівля — 12,9 %, транспорт — 11,9 %.